# Mercy Corps
Mercy Corps es una ONG de origen estadounidense, que se dedica a la ayuda humanitaria. Actúa en más de 40 estados socorriendo a las personas en situaciones de desastre natural o conflicto bélico.

## Historia
La fundación Save the Refugees fue fundada por Dan O'Neill y Ellsworth Culver en 1979 para ayudar a los refugiados camboyanos que huían de los campos de la Muerte.
En 1982 la fundación cambió su nombre al actual por iniciativa de Culver para reflejar la nueva misión; ampliar la acción de ayuda a nivel global. Así, Mercy Corps inició su actividad en Honduras ese mismo año, el programa llevó al establecimiento de la organización Proyecto Aldea Global en 1985 con un número de iniciativas centradas en problemas como ”Salud y HIV/AIDS, su prevención ,violencia doméstica, educación, desarrollamiento agroindustrial, microcréditos, desarrollo ambiental e infraestructura” y luego se extendió por todo el mundo.

## Actividades
Actualmente lucha contra el hambre diariamente en África y auxilia a los refugiados en Oriente Próximo. En Latinoamérica, sumó su ayuda en el terremoto de Haití de 2010.asd